# Bogolubovia
Bogolubovia byl rod pterodaktyloidního ptakoještěra, žijícího v období svrchní křídy na území dnešní saratovské oblasti (Rusko).

## Objev a význam
Název byl zvolen na počest ruského paleontologa N. Nikolajeviče Bogoljubova, který objevil první fosilie tohoto ptakoještěra v roce 1914. Většinou paleontologů je tento rod pokládán za příslušníka čeledi Azhdarchidae, Wellnhofer (1991) jej však řadí mezi pteranodontidy. Původně pojmenoval Bogolubov tohoto létajícího plaza jako rod Ornithostoma, později dokonce jako druh rodu Pteranodon.
V roce 2022 byl oznámen objev dalšího exempláře tohoto pterosaura, který potvrdil, že se jedná o pteranodontida.

## Popis
Šlo o středně velkého příslušníka této čeledi s rozpětím křídel o šířce zhruba 3 až 4 metry.